# Giulio Dal Bianco
Giulio Dal Bianco (fl. XX secolo) è stato un calciatore italiano, di ruolo centrocampista.

## Carriera
Nella stagione 1922-1923 ha giocato 19 partite in massima serie con il Verona.